# Молијер (ТВ филм)
„Молијер ” је југословенски ТВ филм из 1978. године. Режирао га је Арсеније Јовановић а сценарио су написали Микхаил А. Булгаков и Зоран Жујовић.

## Улоге
| Глумац                     | Улога   |
| -------------------------- | ------- |
| Миодраг Андрић             |         |
| Петар Божовић              |         |
| Милутин Бутковић           |         |
| Маја Чучковић              |         |
| Љиљана Драгутиновић        |         |
| Марина Кољубајева          |         |
| Петар Краљ                 |         |
| Гордана Марић              |         |
| Милан Цаци Михаиловић      |         |
| Зоран Радмиловић           | Молијер |
| Боро Стјепановић           |         |
| Феђа Стојановић            |         |
| Властимир Ђуза Стојиљковић | Краљ    |
| Аљоша Вучковић             |         |
| Бранко Вујовић             |         |